# Aszia
Aszia görög mitológiai alak, Ókeanosz és Téthüsz leánya , Atlasz, Epimétheusz és Prométheusz anyja. Hésziodosz és Apollodórosz szerint Prométheusz leánya volt, anyja Hészioné volt. Későbbi forrásokban már Themisz vagy Klümené szerepel Prométheusz anyjaként. Hérodotosz történeti munkájában mint a titán feleségét szerepeltette. Korábban azt gondolták, hogy róla kapta nevét Ázsia, de mivel már a görögök előtt is létezett Nyugat-Anatóliában egy Asszuva nevű állam, a reláció inkább fordított. Ázsia földrajzi fogalma az ókorban főképp a mai Kis-Ázsiát, sőt annak nyugati felét jelentette.